# 铜陵公共交通总公司
铜陵公共交通总公司是铜陵市一家集团体制的从事公共交通运输及公交周边业务的国有企业，成立于1995年6月。前身为1958年10月成立的铜陵市公共交通汽车站和 1971年1月成立的铜陵特区人民汽车公司。主要营运铜陵市铜官区、义安区、郊区的公共交通业务。

## 历史沿革[1]
1958年10月，铜陵市公交总公司的前身铜陵市公交汽车站成立。
1971年1月，铜陵特区人民汽车公司成立，隶属交通局。
1972年11月，铜陵特区人民汽车公司划归城建局。
1984年初，铜陵特区人民汽车公司被撤销而后成立铜陵市公共交通公司，隶属于铜陵市建设委员会。
1995年6月，铜陵公共交通公司更名为铜陵市公共交通总公司。
2008年6月，铜陵市公共交通总公司由铜陵市住房城建委划归到铜陵市交通运输局。
2008年6月，铜陵市公共交通总公司由铜陵市住建委划归到市交运局管辖。

## 公司体系[2]

### 铜陵公共交通总公司
铜陵公共交通总公司是铜陵公交第一分公司、铜陵公交第二分公司、铜陵公交第三分公司和江北公交营运公司母公司。不直接负责铜陵市的公共交通运输业务，主要负责管理下属公司以及决策有关公司的重大事件，同时也是铜陵公交的代表公司。

### 铜陵公交第一分公司
铜陵公交第一分公司是铜陵公共交通总公司的下属公司。主要负责运营市区内的公交线路，有时候也会参与其他工作。

### 铜陵公交第二分公司
铜陵公交第二分公司是铜陵公共交通总公司的下属公司。主要负责运营铜官区、郊区的公交线路。也负责义安区的部分公交线路。

### 铜陵公交第三分公司
铜陵公交第三分公司是铜陵公共交通总公司的下属公司。主要负责运营义安区的公交线路，也负责郊区的部分公交线路。

### 江北公交营运公司
江北公交营运公司是铜陵公共交通总公司的下属公司。主要负责运营铜陵市江北地区的公交业务，也负责枞阳县的部分公交线路。